# Cerball mac Dúnlainge
Cerball mac Dúnlainge (... – 888) governò il Regno di Osraige.
Il territorio di tale regno si trovava a far da cuscinetto fra i possenti regni del Munster e di Leinster, in Irlanda e, attualmente, occupa grosso modo la zona della contea di Kilkenny. Cerball venne alla ribalta dopo la morte del sovrano del Munster Fedelmid mac Crimthainn avvenuta attorno all'847. Il regno di Osraige era stato a lungo assoggettato dalla dinastia di Eóganachta, tuttavia alla morte di Fedelmid erano seguiti dei re deboli che avevano avuto far fronte alle invasioni vichinghe sulle coste del Munster. Quel che ne risultò fu che Cerball si trovò in una posizione di forza e si dice che, negli ultimi anni di vita, fosse divenuto uno dei più potenti re d'Irlanda. Kjarvalr Írakonungr, una figura che appare nelle saghe nordiche e che viene descritto come il progenitore di molte famiglie Islandesi viene identificato con Cerball.

## Le fonti vecchie e nuove
Una parte delle fonti contemporanee a Cerball o comunque a lui vicine nel tempo sono sopravvissute, purtroppo è altrettanto certo che molto materiale è andato perduto e che quello disponibile ora è costituito da copie, anche parziali, ed è stato grazie alla comparazione dei vari testi che le fonti sono state ricostruite in maniera organica.
Gli Annali irlandesi che documentano il nono secolo derivano di fatto dalla perduta Cronaca d'Irlanda che fu scritta in Irlanda centrale, questi annali includono documenti derivanti da altre fonti o aggiunti in epoche più tarde. Nessuno di questi annali è completo, anche se gli Annali dell'Ulster e gli Annali di Inisfallen coprono la vita di Cerball. Gli annali di Clonmacnoise sono costituiti da una copia tradotta nel XVII secolo e l'originale è perso, mentre la parte degli Annali di Tigernach riguardante questo periodo è mancante. In questo caso viene in aiuto la Cronaca degli Scoti, un documento che ora è disponibile solo nella copia tradotta da Dubhaltach Mac Fhirbhisigh nel XVII secolo. Infine gli Annali dei Quattro Maestri sono di epoca assai più tarda e contengono materiale di dubbia attendibilità. Gli annali contengono moltissime informazioni e sono spesso concisi e volti maggiormente a focalizzarsi sugli eventi riguardanti la dinastia di Uí Néill che sulla persona in particolare, spingendosi, talvolta, anche ad omettere eventi ritenuti sconvenienti.
Una fonte estremamente focalizzata sulla vita di Cerball sono gli Annali frammentari d'Irlanda, così chiamati perché sono la sola cosa che rimane di un'opera apparentemente molto più corposa. Quello che di essi è giunto fino a noi è stato copiato nel XVII secolo da Mac Fhirbhisigh che a sua volta l'aveva preso da una traduzione del XV secolo. Il pezzo che concerne la vita di Cerball arriva fino all'870 circa, così che l'ultimo quindicennio circa è mancante. Alcuni storici che hanno curato la loro traduzione ritengono che essi siano stati compilati alla corte del suo pro-pro-nipote Donnchad mac Gilla Pátraic e quest'opera, per quanto sia chiamata annale, è più simile a un'opera narrativa e nasce dall'unione di molte fonti. La struttura base deriva dalle Cronache d'Irlanda, ma a queste devono essersi aggiunte molte altre fonti, probabilmente alcune sconosciute, forse anche le saghe più antiche nate attorno a Cerball. I Frammentari sono intesi a magnificare le imprese di Cerball e a presentare i suoi rapporti con i Vichinghi e i Norvegesi nella luce migliore.
Se gli annali sono spesso partigiani le fonti rimanenti non sono molto affidabili, forse ispirate dai Frammentari, che offrono prospettive in cui i Vichinghi sono ben dipinti e che divennero probabilmente popolari a Dublino vichingo-gaelica dell'XI secolo, parecchie genealogie Islandesi hanno finito per includere Cerball, lì chiamato Kjarvalr Írakonungr, e identificarlo come loro progenitore.
Esistono moltissime genealogie insieme ad altrettanti testi geografici o legali, fra questi ultimi si ricorda il Frithfolad Muman un documento che vuole esplicitare gli obblighi che a Munster aveva con i suoi alleati, clienti e sudditi, gettando in questo modo la luce su quella che era la posizione dell'Osraige nei confronti del gigantesco vicino.

## Il regno
La memoria del regno di Osraige sopravvive oggi nei confini e nel nome della Diocesi di Ossory. La più antica sede vescovile registrata era al villaggio di Aghaboe che pare sia stata la più grande chiesa del regno fin dall'VIII secolo quando venne scritta l'Agiografia di Canizio di Aghaboe. Il nome Osraige, popolo dei cervi, si trova fra i più antichi nomi tribali d'Irlanda e benché i primi genealogisti tendessero a spiegarne l'origine attraverso un antenato eponimo è assai più probabile che esso derivi da una divinità tribale o un animale totemico.
Osraige era dunque una delle Túath (parola spesso tradotta con tribù, al plurale tuatha) fra le altre 150 presenti nel paese. La popolazione media delle tribù era bassa, un'area di 500 km quadri ospitava all'incirca 300 o 400 persone al massimo e tuttavia l'area di Osraige era atipica poiché arrivava a coprire circa 2.000 Km2, passando attraverso il fiume Barrow e le moderne contee di Kilkenny, Laois ed Offaly. Ogni Túath aveva un proprio re, una corte e un vescovo, ma il potere politico restava, generalmente, nelle mani dei re "provinciali".
Al tempo in cui nacque Cerball l'Osraige si adagiava accanto al Munster governato dalla dinastia degli Eóganachta dalla loro sede di Cashel, l'Osraige confinava con il Munster per tutto il lato occidentale e porgeva l'interezza dell'altro alla provincia del Leinster.
Alcune prove monumentali suggeriscono che l'Osraige era una volta governato dal re del Munster Corcu Loígde prima che andasse sotto il controllo degli Eóganachta, il Frithfolad Muman afferma che l'Osraige aveva avuto in passato sovrani del Munster e benché mettesse in chiaro che erano potenti, non rimasero a lungo in grado di tenerlo.
Il periodo in cui visse Cerball copre buona parte della prima Epoca vichinga, mentre tanti regni quali la Britannia, Northumbria e l'Anglia orientale collassavano sotto il peso delle invasioni vichinghe il loro impatto in Irlanda fu molto meno immediato. Nella prima metà del IX secolo piccoli gruppi di razziatori fecero la loro comparsa aumentando di numero di volta in volta, numeroso fu il gruppo comandato da Turgesius nel decennio dell'840 e anche quelli capitanati da Amlaíb Conung e Imair dall'850 in poi. I Vichinghi sarebbero stati sia alleati che nemici di Cerball e degli altri re irlandesi e nel lungo termine la creazione di città vichingo-gaeliche fece sì che i vichinghi intrattenessero rapporti maggiormente basati sul commercio piuttosto che sulla razzia. Ancora di più nel lungo termine il loro arrivo cambiò i connotati politici dell'Irlanda, ma questi cambiamenti si sarebbero cominciati a vedere attorno all'XI secolo.

## L'uomo di guerra
Cerball mac Dúnlainge successe al padre Dúnlang mac Fargaile quale re dell'Osraige nell'842. In quell'epoca era Re supremo d'Irlanda era Máel Sechnaill mac Máele Ruanaid che s'era sposato con la sorella di Cerball, Land e in cambio, si dice, Màel diede in sposa a Cerball una delle sue figlie.
La prima citazione di Cerball risale all'846 quando i vichinghi attaccarono il nord dell'Osraige distruggendo una chiesa a Coolcashin e saccheggiando uno sconosciuto insediamento a Cúl Maine, qui i predoni furono assediati per due settimane dagli uomini di Cerball e subirono pesanti perdite. L'anno dopo Cerball respinse un attacco dei vichinghi che proveniva dal centro del paese, forse da Dublino, le fonti antiche asseriscono che tale battaglia ebbe luogo a Carn Brammit un luogo che oggi non può essere identificato.
Gli Annali dei quattro maestri registrano un altro attacco ai danni dell'Osraige sferrato nell'848 dagli Uí Cheinnselaig provenienti dal Leinster e comandati dal loro capo Echtigern mac Guaire. Gli annali dell'Ulster riportano che nell'853 Echtigern cadde per mano di Cerball e di Bruatur di Áed che venne ucciso da uno dei suoi uomini pochi giorni dopo.
I Frammentari invece indicano che nell'854 Cerbell fu mandato dal cognato nel Munster perché riscuotesse i tributi a lui dovuti, mentre l'anno successivo pare che abbia sventato un attacco dei vichinghi sotto il comando di un tale Rodolb. In quello scontro Cerball venne catturato, ma riuscì poco dopo a guadagnare la fuga. Poco dopo egli si schierò con i danesi in una loro spedizione contro i norvegesi, i danesi potrebbero essersi stanziati presso l'attuale Waterford e quando il Munster chiese aiuto a Cerball contro i norvegesi, questi insieme ai danesi e a una parte del Munster inflisse loro una pesante sconfitta. Il suo alleato danese Horm morì poi in Galles per mano di Rhodri Mawr ap Merfyn.
Più tardi Cerball si alleò con due importanti sovrani vichinghi, Amlaíb Conung che regnò fino alla morte avvenuta attorno all'875 e suo fratello Ímar, poi celebrato quale re dei vichinghi, della Britannia e dell'Irlanda, la cui identità è oggetto di discussione. Queste alleanze non si dimostrarono abbastanza forti da impedire a Máel Sechnaill di prendere tributi ed ostaggi nell'858, tuttavia Cerball ed Imar fecero guerra nel Leinster quell'anno e poi si scagliarono contro i vichingo-gaelici del Munster. L'anno dopo i tre andarono a razziare le terre di Máel nel Regno di Mide, tuttavia poco dopo Cerball fu costretto a sottomettersi di nuovo a lui.
Máel Sechnaill morì nell'862 e fu succeduto da Aed Finliath che ne sposò la vedova che era anche la sorella di Cerball, sempre in quell'anno egli sconfisse una flotta di norvegesi sotto il comando di tale Rodolb, anche se non è chiaro se fosse lo stesso che aveva già battuto anni prima.
I Frammentari riportano che nell'864 gli uomini del Leinster e i loro alleati norvegesi attaccarono l'Osraige per via di una loro precedente razzia e gli Eóganachta del Munster se ne approfittarono a loro volta, finì che Cerbell si diresse contro entrambi i suoi vicini causando parecchi danni e pare che in quello stesso anno abbia deciso di attaccare i suoi vicini Déisi.
Nel 870 Áed Finnliath si preparò a partire per il Leinster con un esercito e Cerball andò con lui, le sue truppe si accamparono distinte dalle altre e finirono per essere attaccati dai soldati del Leinster. Cerbell riuscì a portare i suoi uomini fuori dalla battaglia, ma al costo di pesanti perdite e uno dei suoi parenti venne ucciso nello scontro. A parte una nota riguardante una spedizione nel Munster dell'871 i Frammentari da quel momento tacciono su Cerbell e anche gli annali dell'Ulster non riportano altro fino all'888 anno in cui ne viene annotata la morte. Al trono gli succedette il fratello Riacán.

### Fonti
- Annali dell'Ulster
- Annali dei quattro maestri
- Annali di Inisfallen
- Annali frammentari d'Irlanda
- Cogad Gáedel re Gallaib
- Cronaca degli Scoti